# Галли, Марко
Марко Галли (итал. Marco Galli; 1619, Комо, Миланское герцогство — 24 июля 1683, Рим, Папская область) — итальянский куриальный кардинал, папский дипломат и доктор обоих прав. Секретарь Священной Конгрегации обрядов с 1 января 1647 по 2 октября 1648. Епископ Римини с 13 июня 1659 по 24 июля 1683. Апостольский нунций в Кёльне с 9 октября 1659 по 12 июля 1666. Наместник Римской епархии с 12 июля 1666 по 27 февраля 1667. Апостольский нунций в Неаполе с 19 февраля 1668 по 26 января 1671. Кардинал-священник с 1 сентября 1681, с титулом церкви Сан-Пьетро-ин-Монторио с 17 ноября 1681 по 8 сентября 1682.